# 斯托寧頓鎮區 (伊利諾伊州克里斯蒂安縣)
斯托寧頓鎮區（英語：Stonington Township）是位於美國伊利諾伊州克里斯蒂安縣的一個行政鎮區。

## 地方資料
根據2010年美國人口普查的數據，斯托寧頓鎮區的面積為93.70平方千米，當中陸地面積為93.70平方千米，而水域面積為0.00平方千米。當地共有人口1071人，而人口密度為每平方千米11.43人。